# Droga krajowa nr 64 (Węgry)
Droga krajowa nr 64 (węg. 64-es főút) – droga krajowa w komitatach Tolna i Fejér w południowo-wschodnich Węgrzech. Długość - 36 km. Przebieg: 
- Simontornya – skrzyżowanie z 61
- Enying
- Balatonvilágos – skrzyżowanie z 7